# Charles Maurain
Charles Honoré Maurain, född den 27 februari 1871 i Orléans, död den 26 maj 1967 i Paris, var en fransk geofysiker som utmärkte sig genom sina bidrag till forskningen kring jordmagnetismen och kring jonosfären.
Maurain var lärjunge till Éleuthère Mascart vid Collège de France, där han lade fram sin doktorsavhandling 1894. Efter att undervisat vid universiteten i Rennes (1899–1905) och Caen (1905–1910) blev han föreståndare för Institut aérotechnique de Saint-Cyr. Han deltog som löjtnant i första världskriget. År 1921 blev han professor i fysik vid Paris universitet, där han stred för upprättandet av Institut de physique du globe de Paris, vars förste föreståndare han blev. Som ledamot av Bureau des longitudes valdes han 1924 till president i Société météorologique de France och 1930 till ledamot av Académie des sciences. Maurain var president i Société astronomique de France 1937–1939. År 1946 tilldelades Maurain tillsammans med Fernand Baldet Jules Janssens pris, sällskapets högsta utmärkelse.